# Anatragoides exigua
Anatragoides exigua – gatunek chrząszcza z rodziny kózkowatych i podrodziny zgrzypikowych. Jedyny przedstawiciel rodzaju Anatragoides.

## Zasięg występowania
Afryka Środkowa; notowany w Gabonie, Kongu, Demokratycznej Republice Konga oraz w Angoli.